# Gauthier Grumier
Gauthier Grumier (* 29. května 1984 Nevers, Francie) je francouzský sportovní šermíř, který se specializuje na šerm kordem. Oporou francouzské reprezentace je od roku 2009. V roce 2016 vybojoval v soutěži jednotlivců bronzovou olympijskou medaili. Je oporou favorizovaného francouzského družstva, se kterým má na svém kontě tituly mistra světa a Evropy a s družstev kordistů získal v roce 2016 zlatou olympijskou medaili.